# نیک فینک
نیک فینک (انگلیسی: Nic Fink؛ زادهٔ ۳ ژوئیهٔ ۱۹۹۳) شناگر اهل ایالات متحده آمریکا است.
وی در مسابقات کشوری و بین‌المللی در مجموع برندهٔ ۱۶ مدال طلا، ۱۱ مدال نقره، ۵ مدال برنز شده است.